# Radio Metropole
Radio Metropole es una emisora de radio de lengua francesa en Haití con sede en Puerto Príncipe. Fue fundada el 8 de marzo de 1970 por Herbert Widmaïer. Fue una de las primeras radioemisoras haitianas en incorporar sonido estéreo en 1975. Su programación principal incluye noticias y música, y es una de las emisoras más populares de Haití.

## Premios
- 2009: Gaby Saget, periodista de la emisora, recibió el Premio Jean-Hélène del Premio francófono de la libertad de prensa RFI-RSF-OIF.[3]